# Præstø Fjord
Præstø Fjord är en lagun i Danmark. Den ligger i Region Själland, i den sydöstra delen av landet. Bukten har anslutning till Faxe Bugt.
Præstø Fjord ingår i Natura 2000 området Havet og kysten mellem Præstø Fjord og Grønsundet. Den cirka 20 kvadratkilometer stora fjärden har ett lägsta djup på 5 meter.
Tillströmningen sker genom en 400 meter bred ränna söder om halvön Feddet. En 3,3 meter djup segelled förbinder Præstø Fjord med hamnen på Præstø. Præstø Fjord ingår ett fågelskyddsområde.